# Gary Doherty
Gary Doherty (Carndonagh, Irlanda, 31 de enero de 1980), futbolista irlandés. Juega de defensa y su actual equipo es el Wycombe Wanderers de la Football League Two de Inglaterra. 

## Selección nacional
Ha sido internacional con la Selección de fútbol de Irlanda, ha jugado 34 partidos internacionales y ha anotado 4 goles.

## Clubes
| Club               | País       | Año       |
| ------------------ | ---------- | --------- |
| Luton Town         | Inglaterra | 1997-2000 |
| Tottenham Hotspurs | Inglaterra | 2000-2004 |
| Norwich City       | Inglaterra | 2004-2010 |
| Charlton Athletic  | Inglaterra | 2010-2012 |
| Wycombe Wanderers  | Inglaterra | 2012-     |